# Boršt (Brežice)
Boršt é uma vila localizada no município de Brežice na Eslovênia. Possuía uma população estimada de 126 habitantes em 2020.